# Denise LaSalle
Denise LaSalle, rodným jménem Denise Craig, 16. července 1939, Leflore County, Mississippi, USA – 8. ledna 2018, Jackson, Tennessee, USA) byla americká zpěvačka. Za svůj hit „Trapped by a Thing Called Love“ získala v roce 1971 zlatou desku. V roce 2011 byla uvedena do Blues Hall of Fame.